# (7927) Jamiegilmour
(7927) Jamiegilmour es un asteroide perteneciente al cinturón de asteroides, región del sistema solar que se encuentra entre las órbitas de Marte y Júpiter.
Fue descubierto el 29 de noviembre de 1986 por Antonín Mrkos desde el Observatorio Kleť.

## Designación y nombre
Designado provisionalmente como 1986 WV1, fue nombrado en honor de Jamie Gilmour (n. 1964) quien es un cosmoquímico de isótopos de la Universidad de Manchester (Reino Unido). Desarrolla instrumentación novedosa para estudiar el origen y la evolución de los meteoritos utilizando firmas isotópicas de xenón.

## Características orbitales
Jamiegilmour está situado a una distancia media del Sol de 3,134 ua, pudiendo alejarse hasta 3,680 ua y acercarse hasta 2,587 ua. Su excentricidad es 0,174 y la inclinación orbital 1,678 grados. Emplea 2026,07 días en completar una órbita alrededor del Sol.
Pertenece a la familia de asteroides de (24) Themis.
Los próximos acercamientos a la órbita de Júpiter ocurrirán el 13 de marzo de 2058, el 17 de julio de 2068 y el 30 de noviembre de 2078.

## Características físicas
La magnitud absoluta de Jamiegilmour es 13,30. Tiene 11,557 km de diámetro y su albedo se estima en 0,092.